# Jurand ze Spychowa
Jurand ze Spychowa – fikcyjna postać z powieści Krzyżacy Henryka Sienkiewicza (1887–1900); polski rycerz, który po śmierci swej żony stał się pogromcą odpowiedzialnych za jej zgon Krzyżaków; ojciec Danusi.

## Życiorys
Jego żona zginęła z rąk krzyżackich rycerzy, podczas napadu Krzyżaków na Spychów. Od tamtej pory poświęcił się zemście i stał się postrachem rycerzy zakonu. 
Był ojcem Danusi, ukochanej i pierwszej żony Zbyszka z Bogdańca. Krzyżacy (Zygfryd de Löwe) za zabicie kilku rycerzy zakonnych, w tym Rotgiera, wypalili mu jedyne oko (drugie stracił już wcześniej podczas jednej z bitew), obcięli język, prawą dłoń i przetrzymywali w lochach. Zygfryd, aby wyrządzić mu jeszcze większą krzywdę, wypuścił go. Jurand idąc przez las, spotkał Maćka z Bogdańca i Jagienkę. Rozpoznał go Czech Hlawa, giermek Zbyszka z Bogdańca. Opiekowała się nim przez dłuższy czas w Spychowie Jagienka, podczas gdy Maćko wraz ze Zbyszkiem szukali porwanej Danusi. Rycerze wzięli wówczas Zygfryda do niewoli i posłali Jurandowi, aby go osądził, bowiem to on upokorzył Juranda. Tymczasem Jurand postanowił darować mu życie.
Zmarł wkrótce po śmierci córki Danusi, a Spychowem zajął się Hlawa wraz ze swoją żoną Anulą Sieciechówną.

## Charakterystyka
Jurand ze Spychowa „[...] był to człowiek mający nie tylko ciało, lecz i duszę z żelaza. Umiał łamać innych, umiał i siebie”. W wyniku walk z Krzyżakami stracił jedno oko, w miejscu którego nosił przepaskę.

## W adaptacji filmowej
W ekranizacji z 1960 r. (reż. Aleksander Ford) rolę Juranda zagrał Andrzej Szalawski.

## Upamiętnienia
Jedna z ulic na warszawskiej Białołęce nosi imię i nazwisko bohatera. Ulica Juranda ze Spychowa mieści się także w Łodzi, Częstochowie, Olsztynie i Starogardzie Gdańskim oraz w Krakowie. W Szczytnie przestrzeń przed ratuszem nosi nazwę: Plac Juranda.